# Франс Халс
Франс Халс е нидерландски художник от периода, известен като Нидерландски златен век. Считан е за изключително талантлив майстор на портретния жанр и е нареждан сред най-добрите нидерландски художници редом с Рембранд.

## Биография
Франс Халс е роден в Антверпен през 1580 или 1581 г. През 1585 г. Испания превзема Антверпен в Осемдесетгодишната война и семейството на Халс се премества на север в Хаарлем, където той остава до края на живота си. На 27 години става член на Гилдията на св. Лука, търговско сдружение на художниците.
Учи живопис при фламандския художник Карел ван Мандер (1548 – 1606), но в работите на Халс не се забелязва приемственост на идеите на учителя. Най-ранната му позната творба е от 1611 г., Якоб Зафиус (Jacobus Zaffius). Големия си пробив прави през 1616 г., с груповия портрет в естествена големина – Банкетът на офицерите от стрелковата рота „Св. Георги“. През 1644 г. е председател на Корпорацията на художниците в Хаарлем.
Историците погрешно са смятали, че художникът се е отнасял зле с първата си съпруга (Annetje Harmensdochter Abeel), тъй като съществуват документи, според които Франс Халс е обвинен в семейно насилие през 1616 г. Изследователят Сиймор Слайв обаче посочва, че въпросният обвиняем е друг гражданин на Хаарлем със същото име. По времето на обвинението, Франс Халс всъщност е вдовец, тъй като жена му е починала по-рано същата година. Той има две деца от нея. През 1617 г. се жени за Лизбет Рейниерс, от която има осем деца.
Въпреки че творбите на Халс са търсени през целия му живот, той има финансови затруднения. Освен художник е още търговец на картини и реставратор. Кредиторите му няколко пъти са го съдили. За да уреди дълга си към един хлебар през 1652 г. се налага да продаде цялото си имущество. В описа на иззетото имущество са споменати само три дюшека и възглавници, един шкаф, маса и пет картини. След като Халс остава без средства, градската община му отпуска скромна годишна издръжка през 1664 г.

## Смърт
Франс Халс умира в приют за бедни в Хаарлем през 1666 г. Вдовицата му го последва скоро след това.

## Творческа кариера
Халс е известен с портретите си, най-вече на заможни граждани. Той рисува и големи групови портрети, много често на офицери. В картините му са представени различни слоеве на обществото: банкети или срещи на офицери, стрелци, еснафи, адмирали, генерали, търговци, адвокати и чиновници, странстващи музиканти и певци, рибарски жени, посетители на кръчми. В груповите портрети, като например Стрелците от „Св. Адриан“, художникът улавя всеки от персонажите със специфичното за него изражение, без да идеализира образите.
Вероятно първият му учител в Антверпен е бил Ван Ноорт, но после Халс отива в ателието на художника и историка Карел ван Мандер. (Франс Халс е притежавал картини на Мандер, които са сред вещите, които продава, за да изплати дълга си към хлебаря през 1652 г.) Той скоро постига голям напредък и постепенно се откъсва от традиционните конвенции в портретния жанр.
Халс предпочита дневната светлина и сребристия блясък, за разлика от Рембранд, за когото е характерно приглушеното златисто сияние. Франс Халс успява да улови моментното изражение с голямо майсторство и сякаш само с няколко движения на четката.
Ранните му творби като „Две момчета свирят и пеят“, Стрелците от „Св. Георги“ го разкриват като прецизен и способен художник. С времето талантът му се разгръща и в творбите му личи по-голям размах при изпълнението. През този период той рисува портрет в цял ръст на Мадам ван Берестейн (днес в Лувъра), портрет на Вилхелм ван Хейтхойзен и групови портрети на офицери.
От 1620 до 1640 г. той прави много портрети на семейни двойки на отделни панели: мъжът – вляво, жената – вдясно. Само веднъж, около 1622 г., Халс рисува двойка на едно платно.
Стилът му се променя през годините. Картините с ярки цветове постепенно са изместени от картини, където само един цвят е доминиращ. В по-късните му години преобладават много тъмните тонове. Четката става по-свободна, важен е не толкова финият детайл, колкото цялостното впечатление. Докато от ранните му портрети струи веселие и жизненост, по-късните му портрети подчертават излъчването за достойнство и величавост на изобразените персонажи. Палитрата му става все по-тъмна и монохромна.
Тъй като тази тенденция съвпада с периода на бедност в живота му, някои историци предполагат, че предпочитанието му към бялото и черното се е дължало на ниската цена на тези бои в сравнение със скъпите лазури и кармини.
Много от творбите на Франс Халс са изчезнали, но точният им брой не е известен. Според най-състоятелния днес каталог, събран от Сиймор Слайв в периода 1970 – 1974 г., още 222 картини могат да бъдат приписани на Халс. Друг експерт по творчеството на художника, Клаус Грим, счита, че броят им е по-малък – 145 (Frans Hals. Das Gesamtwerk, 1989 г.)
Не е известно дали Франс Халс е рисувал някога пейзажи или натюрморти, но това не е твърде вероятно. Повечето художници от 17 век в Нидерландия са се специализирали в определена област и за Халс изглежда това е бил портретът.

## Техника на рисуване
Хората често остават с усещането, че Халс е създавал творбите си буквално с един замах. Изследванията показват, че това впечатление е неправилно – художникът в действителност е полагал няколко слоеве, което е характерно за времето му. Но като цяло той е рисувал, без да скицира детайлно в началото ('alla prima') и е бил виртуоз на четката.
„Необичаен маниер на рисуване...надминаващ всички останали“, пише за него първият му биограф, Шревелиус, през 17 век. Още тогава хората остават впечатлени от особената виталност на портретите на Халс. Векове по-късно Винсент Ван Гог пише на своя брат Тео: „Каква радост е да гледаш Франс Халс, колко е различен от картините – толкова много – където всичко е внимателно и еднообразно измазано“. Франс Халс е различен, той улавя живото изражение със смели мазки, черти и големи цветни петна, без да робува на детайлите.
Едва през 19 век неговата техника намира последователи, особено сред Импресионистите.

## Творческо влияние
Франс оказва влияние върху творчеството на своя брат Дирк Халс (роден в Хаарлем, 1591 – 1656), който също е художник. Четирима от синовете на Франс Халс избират да следват неговото професионално поприще и стават художници:
- Хармен Халс (1611 – 1669)
- Франс Халс Младши (1618 – 1669)
- Рейниер Халс (1627 – 1672)
- Николаес Халс (1628 – 1686)

От многобройните членове на семейството, единствено Франс Халс Младши се отличава с картините си на къщи и домашни птици. За една от най-добрите му творби е считана картина, която изобразява маса отрупана със златни и сребърни чинии, чаши и книги. Доста различни са произведенията на брата Дирк Халс, който рисува фестивали и бални зали. У него се забелязва в голяма степен свободата на по-големия му брат, но талантът му е доста по-скромен.
Други художници-съвременници на Халс, почерпили от него вдъхновение са:
- Ян Миенс Молинаер (1609 – 1668)
- Юдит Лейстер (жена на Молинаер) (1609 – 1660), Хаарлем
- Адриан ван Остаде (1610 – 1685), Хаарлем
- Адриан Брауер (1605 – 1638), Южна Холандия
- Йохан Корнелис Верспронк (1597 – 1662), Хаарлем
- Бартоломеус ван дер Хелст (1613 – 1670), Амстердам

Адриан Броувер, Адриан ван Остаде и Дирк ван Делен са сред художниците, посочвани от някои автори като ученици на Халс. Йохан Верспронк, който е бил един от десетината портретисти – конкуренти в Хаарлем по онова време, вероятно е учил известно време при Франс Халс.
Стилово най-близки до работите на Халс са няколко картини, приписвани на Юдит Лейстер. Възможно е тя, както и съпругът ѝ, Ян Молинаер, също да са били ученици на майстора.
Два века след смъртта си, Франс Халс се сдобива с редица „посмъртни“ ученици. Клод Моне, Едуар Мане, Макс Либерман, Джеймс Уистлър, Гюстав Курбе, Исаак Израелс са само някои от импресионистите и реалистите, които задълбочено изучават творбите на Халс като правят учебни копия на картините и развиват елементи от техниката и стила му. За тази цел много от тях пътуват до музея на Франс Халс в Хаарлем, където са били и до днес се съхраняват някои от най-важните му произведения.

## Наследство
Репутацията на Франс Халс замира след неговата кончина и през следващите два века художникът е толкова недооценен, че някои картини, които днес са гордост за всяка галерия, тогава са продавани на търг на безценица. Портретът на Йохан Акрониус е продаден за пет шилинга на разпродажба през 1786 г. Портретът на мъжа със сабята, който днес се намира в Националната галерия на Лихтенщайн е бил продаден за още по-ниска сума през 1800 г.
В средата на 19 век престижът на художника отново се покачва. До края на века цените на картините му също се повишават неимоверно.
Днес творбите на Халс са пръснати в различни музеи по цял свят. От края на 19 век те са били колекционирани навсякъде – от Антверпен до Торонто, от Лондон до Ню Йорк. Много от картините му са купени от американски колекционери, които са оценявали неговото непредубедено отношение към социалния и финансовия статус на моделите.
Частна колекция с негови произведения е изложена в Музея на Франс Халс в Хаарлем.

## Други факти
- Франс Халс е изобразен на банкнотата от 10 нидерландски гулдена.
- Той е сред художниците, които Хан ван Меегерен фалшифицира.
- За него се пее в песента на британската група „МакКарти“ „Франс Халс“.

## Публикации за Франс Халс
- Две от най-важните публикации за художника са написани от американския специалист по история на изкуството Сиймор Слайв: Frans Hals, 3 dln (каталог с творби), Ню Йорк / Лондон 1970 – 1974 и Франс Халс (изложбен каталог Вашингтон/Лондон/Хаарлем), 1989.

- Клаус Грим публикува своята Frans Hals. Das Gesamtwerk през 1989 г. (Щутгарт/Цюрих; преведена и на нидерландски).

- Франс Халс в Музея на Франс Халс, от Antoon Erftemeijer; 2004 г. (на нидерландски, английски и френски). Книгата разказва за живота на Халс, за неговите предшественици, за портретното изкуство през Златния век, техниката на рисуване на Халс и др. Много снимки в близък план показват картините на Халс в големи детайли.

- Музеят на Франс Халс, Хаарлем, юли 2005 от Antoon Erftemeijer, куратор в музея.

## Избрани картини на Франс Халс
- Семеен портрет в градината (1622) Национален музей, Амстердам
- Вилхелм ван Хейтхойзен (1625 – 36) Национален музей, Вадуц
- Две момчета свирят и пеят (1625) Национална художествена галерия Касел
- Веселяк (1627) Национална художествена галерия, Касел
- Мале Бабе (ок. 1630) Картинна галерия, Берлин-Далем
- Циганка (ок. 1630) Лувър, Париж
- Мулат (ок. 1630) Музей на изобразителното изкуство, Лайпциг
- Банкет на офицери от стрелковата рота „Св. Адриан“ (1623 – 27)  Музей на Франс Халс, Хаарлем
- Банкет на офицери от стрелковата рота „Св. Георги“ (1627) Музей на Франс Халс, Хаарлем
- Групов портрет на стрелковата рота „Св. Адриан“ (1633) Музей на Франс Халс, Хаарлем
- Офицери от стрелковата рота „Св. Георги“ (1639)  Музей на Франс Халс, Хаарлем
- Управителите на болницата „Св. Елисавета“ (1641) Музей на Франс Халс, Хаарлем
- Портрет на млад човек (1642 – 50) Ермитаж, Петербург
- Мъж в черно (ок. 1650 – 52)  Ермитаж, Петербург
- В. Крус (ок. 1660)  Старата пинакотека, Мюнхен
- Управителите на приюта за старци (1664) Музей на Франс Халс, Хаарлем

- Картини на Франс Халс
- Две момчета свирят и пеят 
(1625)
- Веселяк 
(1627)
- Двама смеещи се младежи с кани пиво 
(1626/27)
- Стрелците от „Св. Адриан“(1633) 
Музей на Франс Халс, Хаарлем
- Мулат (ок. 1630)
Музей на изобразителното изкуство, Лайпциг
- Шут с лютня 
 (1620 – 1625)
- Групов портрет в болницата „Св. Елисавета“ 
(1641)
- Дойка с дете 
(1620)
- Портрет на мъж 
(1660)
- Портрет на жена
- Семеен портрет на открито
- Автопортрет